# Dotace
Pojmem dotace se v ekonomii rozumí peněžitý dar nebo daru podobná peněžitá úhrada ze strany státu (zpravidla vlády nebo zákonodárného sboru) nebo územněsprávního celku (v Česku kraj, obec nebo městská část/obvod) nějakému subjektu v zájmu snížení ceny určitého statku, jehož poskytování je ve „veřejném zájmu“. V některých oborech, například u veřejné osobní dopravy, se dotace provádějí formou úhrady prokazatelné ztráty, případně zákonem definovaného přiměřeného zisku. Často bývá poskytnutí dotace vázáno na jistou míru vlastní spoluúčasti příjemce (například dotace tvoří určitý procentní podíl z částky vynaložené příjemcem dotace). U veřejné podpory se předpokládá, že dojde k narušení hospodářské soutěže.
Pod pojmem dotace se také může chápat pomoc od soukromého subjektu, potom je ale ovšem vhodnější užít termín charita či sponzorský příspěvek. Pojem dotovaná cena se někdy používá i v souvislosti se spotřebitelskými cenami různých produktů – často takových, které samy o sobě nejsou použitelné bez dalšího smluvního vztahu s poskytovatelem služby, kterou daný produkt umožňuje využívat (mobilní telefony, modemy). Jiným označením takového typu dotace je subvence.
Dotace se chápe obvykle jako opak daně, ačkoli někdy může být udělena ve formě snížených daní. Tyto formy dotací se obecně nazývají daňové úlevy nebo daňové prázdniny. Pokud jde o jinou, než státní dotaci, tak jde zřejmě o opak zisku.[zdroj⁠?!]

## Účel a důsledky
Dotace chrání spotřebitele před placením plné ceny za spotřebovávaný statek. Dotace má tedy za následek, že statek je využíván víc než za normálních podmínek. Což vede k nadměrné spotřebě statku a odrazuje od spoření. V podmínkách bez dotací by subjekt optimalizoval hodnotu svých transakcí, tam, kde by bylo levnější spořit, by spořil. V dotované ekonomice se spotřebitelům nedává možnost spořit.
Dotace jsou placeny z daní, což způsobuje ztrátu mrtvé váhy aktivit, které jsou zdaňovány.
Dotace a přerozdělování však doprovází korupce. 

## Výběr dat pro Českou republiku
| Srovnání státních dotací v ČR za rok 2004 mld. Kč |        |
| ------------------------------------------------- | ------ |
| železnice – přímé dotace                          | 25,293 |
| železnice – nepřímé dotace                        | 8,923  |
| železnice celkem                                  | 34,216 |
| politika zaměstnanosti                            | 15,133 |
| vysoké školy                                      | 22,243 |
| armáda                                            | 42,535 |
| zemědělství                                       | 30,332 |

V letech 2014-2020 bylo v ČR nejvyšším příjemcem dotací Ředitelství silnic a dálnic (57,5 miliardy Kč).

## Dotace udělované v ČR

### Dotace schválené rozpočtovým zákonem
Dotace zahrnuté ve finančním vztahu státního rozpočtu k rozpočtům okresních úřadů
1. které podléhají finančnímu vypořádání
2. které nepodléhají finančnímu vypořádání

### Dotace z kapitoly Všeobecná pokladní správa
Mají charakter mimořádných dotací
- Účelová individuální dotace
- Účelové dotace na pozemkové úpravy
- Účelové dotace na tzv. protiradonová opatření
- Účelová dotace na dokončení komplexní bytové výstavby
- Účelové dotace na záchranu památkových rezervací
- Účelové dotace v oblasti požární ochrany
- Ekologické dotace

### Dotace realizované převodem z resortních kapitol státního rozpočtu
Na organizace převedené z ministerstev na kraje

### Dotace ze státních účelových fondů
- Státní fond tržní regulace
- Státní fond životního prostředí
- Státní fond pro zúrodnění půdy
- Státní fond kinematografie
- Státní fond kultury
- Státní fond rozvoje bydlení
- Pozemkový fond

### Dotace ze strukturálních fondů EU
Jsou dotace financované ze strukturálních fondů EU. Fondy EU představují hlavní nástroj realizace evropské politiky hospodářské a sociální soudržnosti (HSS). Právě jejich prostřednictvím se rozdělují finanční prostředky určené ke snižování ekonomických a sociálních rozdílů mezi členskými státy a jejich regiony.
Strukturální fondy jsou pak na národní úrovni rozdělovány v rámci jednotlivých operačních programů. Česká republika má pro roky 2014-2016 stanoveny tyto operační programy.
1. Operační program Podnikání a inovace pro konkurenceschopnost, řízený Ministerstvem průmyslu a obchodu;
2. Operační program Výzkum, vývoj a vzdělávání, řízený Ministerstvem školství, mládeže a tělovýchovy;
3. Operační program Zaměstnanost, řízený Ministerstvem práce a sociálních věcí;
4. Operační program Doprava, řízený Ministerstvem dopravy;
5. Operační program Životní prostředí, řízený Ministerstvem životního prostředí;
6. Integrovaný regionální operační program, řízený Ministerstvem pro místní rozvoj;
7. Operační program Praha – pól růstu ČR, řízený Magistrátem hlavního města Prahy;
8. Operační program Technická pomoc, řízený Ministerstvem pro místní rozvoj;
9. Operační program Rybářství 2014-2020, řízený Ministerstvem zemědělství;
10. Program rozvoje venkova, řízený Ministerstvem zemědělství;

## Způsob vyplácení dotace
Dotace může být vyplacena dvěma způsoby.
- Ex-ante. Jedná se o poskytnutí prostředků příjemci dopředně, tj. před realizací jeho výdajů na projekt.
- Ex-post. Jedná se o poskytnutí prostředků příjemci až po ukončení realizace projektu zpětně (na základě příjemcem prokazatelně předložených uskutečněných výdajů).

## Dotace v energetice
V energetice některých zemí jsou zákonem garantovány výkupní ceny některých zdrojů. Například v Česku jsou podle vyhlášky č. 8/2006 k zákonu 180/2005 Sb od 1. ledna 2007 zavedeny takzvané zelené bonusy, což jsou státní dotace na výrobu elektřiny ve vyhlášce definovaným způsobem. Je například garantovaná dotace ve výši 12,75 Kč za 1 kWh bez DPH na prodej elektřiny, vyrobené využitím slunečního záření. To platí v případě vlastní spotřeby nebo přímého prodeje konečnému zákazníkovi, při prodeji distributorovi je garantována výkupní cena ve výši 13,46 Kč/kWh.
Kromě dotací na energii z obnovitelných zdrojů se ve mnoha zemích rozšířily také dotace na nákup elektromobilů. V České republice mají na dotace na pořízení elektrického vozu nárok pouze samosprávné celky (obce, města aj.), státní příspěvkové organizace, veřejné výzkumné organizace a podniky. Mezi domácnostmi jsou populární také kotlíkové dotace, kdy bylo možné vyměnit starý kotel na tuhá paliva za více ekologický zdroj vytápění. Výše této dotace činila v roce 2019 max. 120 tisíc Kč, v případě obcí se zhoršenou kvalitou vzduchu až 127 500 korun.
Operační program "Životní prostředí 2014 - 2020" brzy končí a vláda pomalu sestavuje návrh na nový operační program pro období 2021 až 2027. Vzhledem k zájmu o kotlíkové dotace bude tento program i nadále pokračovat, ale již pod názvem Energetické úspory a obnovitelné zdroje energie.

## Dotace na zateplení
Dotace na zateplení nabízí v České republice program Zelená úsporám, který odstartoval v dubnu 2009. Cílem programu Zelená úsporám je poskytnout dotace na zateplení a alternativní zdroje energie běžným občanům a zajistit realizaci opatření vedoucích k úsporám energie. 
Funguje jako jednorázová finanční podpora, kterou Ministerstvo životního prostředí vyplatí po realizaci stavebních úprav. Koncem roku 2021 projekt vstoupil do nového programového období, které poběží do roku 2030 a kromě zvýšení finančních příspěvků, byl také rozšířen o několik nových položek. Dle podmínek programu lze o dotaci žádat také zpětně a to až 2 roky od data fakturace stavebních úprav, vždy je ale nutno splnit všechny podmínky programu.
Pro domácnosti je připraveno 25 miliard korun v podobě dotací na částečné i komplexní zateplení, výstavbu pasivních domů, výměnu kotle za ekologičtější variantu a na další „zelené a úsporné“ projekty.
Zelená úsporám je velký program, který navazuje na předešlé podpory Státního fondu životního prostředí. Pod jednou střechou (a nejen střechou, ale i speciální zelenou linkou a webovými stránkami) budou prezentovány a vypláceny všechny příspěvky (dotace) pro běžné majitele domů (event. družstva či sdružení vlastníků, obce apod.).
Podporu mohou čerpat vlastníci rodinných a bytových domů. To znamená jak samotné fyzické osoby, tak i firmy, družstva a dokonce i obce a města. Majitelé nepanelových rodinných a bytových domů se mohou ucházet o dotace ve všech kategoriích, které jsou popsány níže. Majitelé panelových domů mají nárok na dotaci jen při kompletním zateplení celé budovy.
O dotaci můžete žádat v několika kategoriích, což je důležité zejména z administrativního hlediska – každá oblast podpory má speciální formuláře a požadované dokumenty.
- Dotace na zateplení domu
  - zateplení fasády
  - zateplení střechy
  - zateplení podlahy (stropu sklepa)
  - výměna oken či dveří
  - pořízení systému rekuperace
- Dotace na výstavbu pasivního domu
- Ekologické zdroje vytápění (koupě nového či výměna)
  - kotle na biomasu
  - tepelná čerpadla
  - solární systémy na ohřev vody
  - solární systémy na ohřev vody a přitápění
- Dotační bonus
  - bonus pro vlastníky rodinných a bytových domů, kteří realizují několik opatření najednou.[8]

Na program Zelená úsporám navázal v roce 2014 program Nová zelená úsporám. V roce 2014 zaregistroval žádosti o dotace za cca 1,4 miliardy korun. Představovalo to 3 110 žádostí.

## Dotace na fotovoltaiku
Dotace na fotovoltaiku můžete čerpat z programu Nová zelená úsporám. Dotační program Nová zelená úsporám je součástí Národního plánu obnovy, který představuje plán reforem a investic České republiky, čerpající prostředky Evropské unie. Aktuální podoba dotací na fotovoltaické systémy z programu Nová zelená úsporám je rozdělena pro rodinné domy a bytové domy.
O dotaci pro rodinné domy mohou žádat vlastníci stávajících rodinných domu, vlastníci řadově uspořádaných vymezených bytových jednotek (tzv. řadové domy), či příspěvkové organizace zřízené územními samosprávnými celky.
O dotaci pro bytové domy mohou žádat vlastníci stávajících bytových domů, společenství vlastníků jednotek stávajících bytových domů, pověření vlastníci bytových jednotek (kromě novostaveb) a příspěvkové organizace zřízené územními samosprávnými celky.
Fotovoltaika oproti minulému období může být umístěna nejen na střeše a fasádě domu, ale i na souvisejících objektech (například: garáž, pergola, stodola, plot a další) a také na pozemních konstrukcích. Pod konstrukcí však musí být umožněn růst vegetace, nesmí za tím účelem vzniknout např. betonová plocha.

### Výše dotace na fotovoltaické systém pro rodinné domy
- Základní instalace o výkonu 2 kWp se standardním měničem – 40 000 Kč
- Základní instalace o výkonu 2 kWp s hybridním měničem – 60 000 Kč
- Základní instalace o výkonu 2 kWp s efektivním využitím tepelného čerpadla – 100 000 Kč
- Za každý další 1 kWp instalovaného výkonu – 10 000 Kč
- Za 1 kWh el. akumulačního systému – 10 000 Kč [9]

Maximální výše dotace pro rodinné domy je 200 000 Kč. Dotace nesmí přesáhnout 50 % vynaložených nákladů na realizaci fotovoltaického systému.

### Výše dotace na fotovoltaické systém pro bytové domy
- Za 1 kWp instalovaného výkonu – 15 000 Kč
- Za 1 kWh elektrického akumulačního systému – 10 000 Kč
- Za připojenou bytovou jednotku k FV systému – 5 000 Kč